# Father of All... (canción)
«Father of All...» es una canción de la banda de punk rock norteamericana Green Day. Se lanzó como el primer sencillo de su álbum de estudio  Father of All Motherfuckers, el 10 de septiembre de 2019.

## Antecedentes y composición
El vocalista principal de la banda Billie Joe Armstrong declaró que la canción trata sobre «hacer que la gente se sienta mal». Armstrong agregó: «El rock and roll a veces se ha vuelto tan manso porque muchos cantantes de rock están tratando de buscar la canción del año».  A pesar de eso, Rolling Stone describió la pista como «brillante, optimista y una gran desviación en el sonido a diferencia de «Revolution Radio», su álbum lanzado en 2016.
La canción ha sido descrita como garage rock y garage punk. Con guitarras sucias, bajos estruendosos y tambores rodantes, así como voces filtradas y de falsete, se ha comparado con su décimo álbum de estudio ¡Dos! (2012) y su proyecto lateral Foxboro Hot Tubs. La canción a su vez contiene el riff de la canción "Fire" de The Jimi Hendrix Experience.

## Vídeo musical
El vídeo se estrenó el 20 de septiembre de 2019.  En él, se ve a la banda tocando junto con bailarines, mientras se muestran diversas imágenes de personas que bailan en diferentes escenarios.. A su vez, el video hace un homenaje a la porción de Guitar Man" en el número de apertura del especial de 1968 de Elvis Presley por su regreso a la escena musical.

## Presentaciones en vivo
El 24 de noviembre de 2019, presentaron la pista en los American Music Awards 2019 junto con la canción «Basket Case».

## Posicionamiento en listas
| Listas (2019)                      | Mejor posición |
| ---------------------------------- | -------------- |
| Canadá (Canada Rock)               | 1              |
| Escocia (Official Charts Company)  | 92             |
| Estados Unidos (Alternative Songs) | 6              |
| Estados Unidos (Hot Rock Songs)    | 6              |
| Estados Unidos (Mainstream Rock)   | 4              |
| Estados Unidos (Rock Airplay)      | 1              |
| Nueva Zelanda Hot Singles (RMNZ)   | 38             |

| Listas (2019)                   | Mejor posición |
| ------------------------------- | -------------- |
| Estados Unidos (Hot Rock Songs) | 66             |
| Estados Unidos (Rock Airplay)   | 30             |